# Völkischer Beobachter
Völkischer Beobachter var en tysk avis der blev betragtet som talerør for Det nationalsocialistiske tyske Arbejderparti. Den blev grundlagt 1920, først som ugeavis, siden som dagblad fra 8. februar 1923.
Avisen betegnede sig som «Kampblad for Stortysklands nationalsocialistiske bevægelse» (Kampfblatt der nationalsozialistischen Bewegung Großdeutschlands) og havde sin forløber i Münchner Beobachter, som blev købt i 1918 af Thuleselskabet og blev givet det nye navn Völkischer Beobachter i 1919. NSDAP købte den i 1920 på initiativ af Dietrich Eckart, som blev avisens første redaktør. Avisen blev udgivet på Eher Verlag, som var ejet af NSDAP.
I begyndelsen nåede oplaget 8.000, men steg i efteråret 1923 til 25.000 – året hvor Alfred Rosenberg blev redaktør. Da NSDAP blev forbudt efter Ølstuekuppet den 9. november 1923, måtte også Völkischer Beobachter stoppe sin udgivelse, men da partiet på ny blev tilladt den 26. februar 1925, kom avisen på gaden igen. Oplaget steg efter nazibevægelsens gennembrud. I 1931 var det på over 120.000, og i 1944 var det på 1,7 millioner eksemplarer.
Det sidste nummer af Völkischer Beobachter udkom i slutningen af april 1945, få dage før Tysklands kapitulation under anden verdenskrig.